# The Swarm (novela de Card y Johnston)
The Swarm es una novela de ciencia ficción del 2016, escrita por Orson Scott Card y Aaron Johnston, y el primer libro de la segunda trilogía de novelas de las Guerras Fórmicas en la Saga de Ender. Publicada en inglés el 2 de agosto del 2016.

## Trama
La primera invasión de La Tierra fue abatida por una coalición de corporativos y fuerzas militares internacionales, y el ejército chino, pero China ha sido devastada por los esfuerzos iniciales de los Fórmicos para erradicar las formas de vida de la Tierra y preparar la tierra para su poblamiento propio. La devastación de China infligió miedo a las otras naciones del planeta; aquel miedo floreció en acciones drástica cuándo los científicos determinaron que la nave que infringió tanto daño era solamente una nave exploradora. El gobierno de la tierra ha sido reorganizado para la defensa; ahora comprende un Hegemón, un oficial planetario responsable de mantener todas las naciones anteriormente en guerra unidas, y un Polemarca, responsable de organizar todas las fuerzas militares del planeta en la nueva Flota Internacional. Pero la ambición política, codicia y el interés propio continúan. Es cuando will Bingwen, Mazer Rackam, Victor Delgado y Lem Juke deciden crear una arma que pueda defender eficazmente a la humanidad.

## Serie
El libro es el primero de la Segunda trilogía de las Guerras Fórmicas por Card y Johnston. Los títulos propuestos para el segundo y tercero libros son La Colmena  y Las Reinas respectivamente.

## Recepción
En diciembre del 2016 tenía un índice de 4.13 de 5 (1231 votos) en Goodreads.
- Datos: Q28044020